# Вахоткіно
Вахо́ткіно (рос. Вахоткино, марій. Вакутсола) — присілок у складі Волзького району Марій Ел, Росія. Входить до складу Великопаратського сільського поселення.

## Населення
Населення — 193 особи (2010; 185 у 2002).
Національний склад (станом на 2002 рік):
- марі — 99 %